# Healy (Alasca)
Healy é uma Região censo-designada localizada no estado americano de Alasca, no Distrito de Denali.

## Demografia
Segundo o censo americano de 2000, a sua população era de 1000 habitantes.

## Geografia
De acordo com o United States Census Bureau, a localidade tem uma área de 1733,6 km², dos quais 1732,7 km² cobertos por terra e 0,9 km² cobertos por água.

## Localidades na vizinhança
O diagrama seguinte representa as localidades num raio de 72 km ao redor de Healy.